# Cantó de Saint-Alban-Leysse
El cantó de Saint-Alban-Leysse és un cantó francès del departament de la Savoia, situat al districte de Chambéry. Té 9 municipis i el cap és Saint-Alban-Leysse.

## Municipis
- Barby
- Bassens
- Curienne
- Les Déserts
- Puygros
- Saint-Alban-Leysse
- Saint-Jean-d'Arvey
- Thoiry
- Verel-Pragondran

## Història
| Data d'elecció                           | Identitat          | Partit          | Qualitat |
| ---------------------------------------- | ------------------ | --------------- | --- |
| 1919                                     | Hyacinthe Carron   | Rad.            | Diputat (1924-1940) |
| 1973-2001                                | Louis Besson       | DVG després PS  | Alcalde de Barby (1965-1989) després de Chambéry (1989-1997 i 2001-2007) Diputat (1973-1988) President del Consell General (1876-1982) ministre (1989-1991 i 1997-2001) |
| 2001-en curs                             | Jean-Pierre Burdin | DVG després PRG | Alcalde de Bassens |
| les dades anteriors no són pas conegudes |                    |                 | |
|                                          |                    |                 | |

## Demografia
| 1882                                            | 1926 | 1962 | 1968 | 1975 | 1982   | 1990   | 1999   | 2008   |
| ?                                               | ?    | ?    | ?    | ?    | 11.685 | 13.724 | 15.228 | 16.775 |
| ----------------------------------------------- | ---- | ---- | ---- | ---- | ------ | ------ | ------ | ------ |
| A partir de 1990: Població sense dobles comptes |      |      |      |      |        |        |        |        |